# Огуднево
Огу́днево (рос. Огуднево) — присілок у складі Щолковського міського округу Московської області, Росія.

## Населення
Населення — 1155 осіб (2010; 1302 у 2002).
Національний склад (станом на 2002 рік):
- росіяни — 97 %